# 雀蜂座
雀蜂座（拉丁语：Vespa）是一个已经被废除的星座，象征黄蜂，位于白羊座和英仙座之间，1624年由德国天文学家Jakob Bartsch创立，取代原来由荷兰天文学家Petrus Plancius在1612年创立的蜜蜂座。
1674年法国天文学家Augustin Royer利用这些恒星创立百合花座，以纪念象征法国王室的百合花饰。而1690年波兰天文学家约翰·赫维留改名为北蝇座，以和位于南天球的南蝇座相对应。由于约翰·赫维留相对显赫的名声，北蝇座也成为这些星座名中最著名的一个。
现在雀蜂座属于白羊座的一部分。